# Андреја Ђорђевић
Андреја Ђорђевић (26. новембар 1893, Приштина — 16. мај 1982, Ниш) био је први свештеник у Бору.

## Биографија
Рођен је у Приштини, од оца Ђорђа Јаничијевића, кројача из Неродимља и мајке Јелене, рођене Симић, домаћице из Приштине.
Извесно време боравио је у манастиру Хиландару, где је обављао секретарску дужност. Због лошег здравственог стања, после две и по године, враћа се из Свете горе у Краљевину Србију, одлази у Београд.
У селу Докмир код Уба посећује храм Ваведења Пресвете Богородице у коме упознаје наочиту ћерку свештеника Розомира Глишића, Симеуну, са којом се венчава 28. априла 1922. године у селу Докмиру.
Као полиглота, више пута је био вођа путницима за Свету гору, Палестину и Египат.
У 70. години старости поново наставио да изучава хебрејски језик.
Пензионисан је 1959. године у Сокобањи, где је остао у свом скромном стану са супругом.
Умро је у Нишу 16. маја 1982. године у дому својих унука. Сахрањен је на сокобањском гробљу у породичној гробници коју је за живота подигао. Опело је служио епископ тимочки г. Милутин са ђаконом и уз учешће 12 свештеника.

## Образовање
Основну школу је завршио у Приштини са најбољим оценама, што му је била препорука да добије државну стипендију и да као изузетно надарен ђак заврши Гимназију у Солуну 1910. године, са одличним успехом и оценом 10.
По завршеној Гимназији, као стипендиста одлази на више Богословско студирање у Грчко-Цариградској Патријаршији на Принчевским острвима на Халци. Школовање завршава са највишом оценом и као један од најбољих бива постављен за секретара манастира Хиландара у Светој гори.
Након повратка са Свете горе, почиње да ради у Богословској библиотеци све до септембра 1921. године када уписује Богословски факултет.
Говорио више језика: руски, француски, италијански, немачки, грчки и турски језик. У слободно време редовно је читао књиге на латинском и хебрејском језику.

## Живот и рад
Тадашњем епископу тимочком г. Емилијану, били су потребни свештеници. На његов позив Андреј одлази у Зајечар и бива рукополажен га за свештеника. 1. јуна 1922. године, Епископ тимочки му додељује парохију у Борском руднику.
Насеље Борски рудник представљало је многонационалну средини. Уживао је велики углед, не само код православаца, већ и код римокатолика и муслимана. Својим ауторитетом прикупи је велика средства за градњу храма Светог Великомученика Георгија у Бору. Највећи донатор био је римокатолик, директор Борског рудника г. Емил Пијала.
Године 1939, премештен у Сокобању. На молбу грађана Борског рудника Епископу тимочком г. Емилијану, да им њихов бивши парох Андреја Ђорђевић буде, поред епископа, главни гост на освећењу храма, то је и дозвољено. Том приликом, 6. маја 1940. године, епископ га је одликовао чином протојереја.
За време службовања у Сокобањи, затекао га је Други светски рат. Покрстио је многе сокобањске Цигане како би их заштитио од окупатора. Пружио је уточиште многим избеглицама, професору Карловачке богословије Душану Петровићу и његовој породици, као и избеглом свештенику из Хрватске, Јовану Сурчинском са женом и троје деце.
На Ускрс, 1934. године посетио је Јерусалим где је боравио у званичној пратњи епископа рашко-призренског г. Серафима и тада је добио назив хаџија. Назив никада није хтео да придода свом презимену. Године 1935. на Ускрс, одвео је своју супругу Симеуну и сина Јована у Јерусалим, а његов тада десетогодишњи син је носио жезло епископу бачком г. Иринеју, од кога је добио Свето писмо са посветом о боравку у Јерусалиму.
Када је у Сокобањи отворена Гимназија, понуђено му је да предаје латински језик, али је услов био да скине мантију и у цивилном оделу долази у школу, што је одмах одбио, јер без мантије никада није прешао преко кућног прага.
До краја живота редовно је као први долазио у свети храм, палио свеће и кандила и спремао све што је потребно за света богослужења и за млађе свештенике којима је био архијерејски намесник. Напрсни крст носио је само у изузетним приликама.
Намесник сокобањски био је (са малим прекидима 1957, 1958 и 1963. године) од 12. фебруара 1940. до 1. маја 1975. године.

## Одликовања
- 15. мај 1929. године одликован правом ношења црвеног појаса[4]
- 8. јула 1934. године, поводом стогодишњице Тимочке епархије, одликован је правом ношења Протске камилавке[5]
- 12. маја 1953. године одликован је правом ношења напрсног крста[6]